# ليليان زوكرمان
ليليان زوكرمان (بالإنجليزية: Lillian Zuckerman)‏ هي ممثلة أمريكية، ولدت في 16 سبتمبر 1916 في بالتيمور في الولايات المتحدة، وتوفيت في 11 أكتوبر 2004 في ميامي في الولايات المتحدة بسبب سرطان.

## وصلات خارجية
- ليليان زوكرمان على موقع IMDb (الإنجليزية)
- ليليان زوكرمان على موقع قاعدة بيانات الفيلم (الإنجليزية)